# Ніколь Брадтке
Ніколь Брадтке (англ. Nicole Bradtke; до шлюбу Провіс, англ. Provis, 22 вересня 1969, Мельбурн) — австралійська професійна тенісистка і тренерка. Дворазова переможниця турнірів Великого шолома в змішаному парному розряді (з Марком Вудфордом), переможниця 12 турнірів WTA в одиночному і парному розряді, бронзова призерка Олімпіади 1992 року в жіночому парному розряді.
На відміну від багатьох австралійських тенісистів, Ніколь Брадтке успішно виступала на ґрунтових кортах. Вона пояснює цей факт тим, що в Мельбурні в дитинстві грала на штучному покритті, що нагадує ґрунтове, і навчилася правильно пересуватися.

## Життєпис
Ніколь Провіс народилася в Мельбурні в 1969 році. Від 1994 року одружена з колишнім професійним баскетболістом Марком Брадтке, народила двох синів — Остіна та Дженсена. Сестра Наташа —у шлюбі з тенісистом Тоддом Вудбріджем.
Ігрова кар'єра Ніколь Брадтке завершилася на початку 1997 року. Після цього вона працює тренеркою і спортивною коментаторкою. Серед тенісисток, яких тренувала Брадтке, — бронзова медалістка Афінської Олімпіади Алісія Молік і Саманта Стосур. Вона також тренує збірну Австралії на Кубку Федерації і володіє разом з чоловіком спортивним клубом у Мельбурні.

## Ігрова кар'єра

### 1985—1988
Ніколь Провіс почала грати в теніс у сім років. Свої перші матчі в професійних турнірах вона провела в 1985 році, протягом сезону кілька разів побувавши в півфіналах турнірів ITF. Завершила сезон виходом у друге коло Відкритого чемпіонату Австралії після перемоги над суперницею з першої сотні; у другому колі, однак, її розгромила Мартіна Навратілова — на той момент перша ракетка світу. 1986 року Провіс стала фіналісткою Відкритого чемпіонату Франції серед дівчат, а наприкінці сезону завоювала в Сіднеї свій перший титул на турнірі ITF і там само вперше вийшла у фінал парного турніру.
У 1987 році Провіс стала переможницею Відкритого чемпіонату Австралії в парному розряді серед дівчат, а влітку несподівано вийшла в парі з Дарреном Кехіллом до фіналу Вімблдонського турніру в змішаному розряді. На шляху до фіналу несіяні австралійці перемогли спочатку десяту, а потім 13-ту пару турніру, але в підсумку поступилися титулом також несіяній парі з Великої Британії. На перший титул в турнірі Жіночої тенісної асоціації (WTA) Провіс довелося чекати ще майже рік: це сталося лише у травні 1988 року в Страсбурзі, де вона стала чемпіонкою в парі з Манон Боллеграф. Невдовзі після цього на Відкритому чемпіонаті Франції вона зробила справжню сенсацію, вийшовши в півфінал і в одиночному, і в жіночому парному розряді. Займаючи 53-тю сходинку в рейтингу, вона перемогла двох посіяних суперниць і програла у півфіналі 13-й ракетці світу Наташі Звєрєвій (причому могла виграти в третьому сеті, але не реалізувала матч-бол на подачі Звєрєвої). У парному розряді вони з Елною Рейнах з ПАР також обіграли дві посіяні пари, а в півфіналі поступилися другій парі турніру Клаудії Коде-Кільш і Гелені Суковій. Наприкінці року Провіс вперше виступила за збірну Австралії на Кубку Федерації, перемігши особистих суперниць з Ізраїлю та Італії і програвши Сільвії Ганіці з ФРН.

### 1989—1992
1989 року Провіс, посіяна під 16-м номером, програла в 1/8 фіналу Відкритого чемпіонату Австралії свіжоспеченій володарці Великого шолома Штеффі Граф, а пізніше дійшла з Рейнах до півфіналу турніру жіночих пар на Вімблдоні. Не будучи посіяними, вони перемогли на своєму шляху четверту і п'яту пари турніру; у чвертьфіналі Провіс взяла реванш у Граф, що виступала в парі з Габріелою Сабатіні, але в півфіналі на її шляху вдруге поспіль стала Звєрєва, цього разу з Ларисою Савченко. Після Вімблдону до кінця року Провіс і Рейнах зіграли ще тільки на двох турнірах, але при цьому перемогли в Альбукерке (США) і вийшли в півфінал Відкритого чемпіонату США, знову перемігши дві посіяні пари, зокрема Звєрєву і Савченко. У 1990 році Провіс успішно підтвердила належність до світової тенісної еліти в парному розряді. Спочатку вони з Рейнах виграли турнір WTA I категорії у Берліні (після перемог над обома першими посіяними парами) та турнір у Страсбурзі. Після цього на Відкритому чемпіонаті Франції Провіс дійшла з Рейнах до четвертого за кар'єру півфіналу турніру Великого шолома в жіночих парах, програвши лише першій парі турніру (Сукова—Новотна), а зі співвітчизником Рейнах Дані Віссером — до другого за кар'єру фіналу в міксті; австралійці були посіяні другими і програли у фіналі четвертій парі — Аранчі Санчес і Хорхе Лосано. Додавши до інших успіхів вихід у чвертьфінал Відкритого чемпіонату США, Провіс і Рейнах забезпечили собі місце в підсумковому турнірі WTA-туру, але там у першому ж колі програли майбутнім переможницям турніру Кеті Джордан і Елізабет Смайлі.
1991 рік, на відміну від попередніх, не був відзначений для Провіс значними успіхами на турнірах Великого шолома: найкращим її результатом став вихід у чвертьфінал Відкритого чемпіонату США в міксті з Тоддом Вудбріджем. Однак у турнірах нижчого рангу вона виступала вдало, за травень і початок червня чотири рази потрапивши до фіналів у парному розряді. На двох турнірах I категорії, Відкритому чемпіонаті Італії і Відкритому чемпіонаті Німеччини, вони з Рейнах програли у фіналі, а два наступних турнірах, у Женеві і Бірмінгемі, Провіс виграла в парі з досвідченою Елізабет Смайлі. В одиночному розряді її двічі за сезон зупиняли перші ракетки світу — спочатку Граф на Відкритому чемпіонаті Австралії, а потім Моніка Селеш на Відкритому чемпіонаті Італії, — але наприкінці сезону їй вдалося взяти гору над восьмою ракеткою світу Кончитою Мартінес у Нашвіллі. У листопаді Ніколь другий рік поспіль взяла участь у підсумковому турнірі сезону, цього разу разом зі Смайлі, але, як і за рік тому, вибула з боротьби вже в першому колі.
На 1992 рік припадає низка найвищих досягнень у кар'єрі Провіс. На початку січня в Брисбені вона вперше виграла турнір WTA в одиночному розряді, а наприкінці місяця в парі з Марком Вудфордом перемогла на Відкритому чемпіонаті Австралії в міксті. У фіналі посіяні третіми Вудфорд і Провіс перемогли першу пару турніру Тодда Вудбріджа і Аранчу Санчес. У лютому в парі з Лорі Макніл Ніколь виграла турнір в Оклахома-Сіті, а з Джо Дьюрі дійшла до півфіналу супертурніру в Індіан-Веллсі, піднявшись станом на квітень до 11-го місця в рейтингу WTA серед тенісисток, які виступають у парному розряді. У липні на Кубку Федерації Провіс фактично самотужки вивела збірну Австралії в півфінал, здобувши по дві перемоги в матчах з командами Болгарії та Чехословаччини і взявши вирішальне очко в поєдинку зі збірною Австрії. У цьому ж місяці на Олімпіаді в Барселоні Провіс, яка виступала в парі з Рейчел Макквіллан, перемогла у чвертьфіналі посіяних третіми Яну Новотну і Андрею Стрнадову, забезпечивши Австралії медалі жіночого парного турніру, оскільки матч за третє місце не проводився. У півфіналі австралійки програли посіяним першими Мартінес і Санчес і в підсумку здобули «бронзу». Через місяць на Відкритому чемпіонаті США Провіс і Вудфорд завоювали другий за сезон титул на турнірі Великого шолома в міксті; цього разу вони були посіяні шостими і перемогли у півфіналі та фіналі, відповідно, сьому і п'яту пари.

### 1993—1997
У першій половині 1993 року Провіс досягла деяких успіхів в одиночному розряді: на Відкритому чемпіонаті Австралії вона дійшла до 1/8 фіналу після перемоги над Макніл, 12-ю ракеткою турніру. В Оклахома-сіті вона перемогла двох посіяних суперниць, у тому числі знову Макніл, посіяну під першим номером, і вийшла в півфінал. Вона дійшла до півфіналу також в Токіо (перемігши Пем Шрайвер), а в Куала-Лумпурі завоювала свій другий титул WTA в одиночному розряді. Після виходу у фінал одиночного турніру в Люцерні вона піднялася на 25-ту сходинку в одиночному рейтингу WTA. У липні зі збірною дісталась фіналу Кубка Федерації, вигравши свої зустрічі з чотирма суперницями поспіль, включаючи перемогу в першому колі над першою ракеткою світу Штеффі Граф. Але в фіналі австралійки не змогли протистояти команді Іспанії, програвши з сухим рахунком. Невдовзі після цього, однак, Ніколь закінчила сезон — останнім турніром року став для неї Відкритий чемпіонат США, а в 1994 році виступала рідко, взявши участь лише в дев'яти турнірах, в парному розряді дійшовши до чвертьфіналу на Відкритих чемпіонатах Франції і США, а в одиночному розряді не показавши хорошої гри і втративши місце в першій сотні рейтингу. В цей рік Провіс одружилася з баскетболістом Марком Брадтке (в майбутньому гравцем НБА).
1995 року Провіс-Брадтке, яка виступала під прізвищем чоловіка, відновила активні виступи. Вже на початку лютого в Окленді вона виграла свій третій турнір WTA в одиночному розряді, перегравши по ходу чотирьох посіяних суперниць, в тому числі 16-ту ракетку світу Жулі Алар. У травні в Берліні перемогла Габріелу Сабатіні, на той момент сьому в світі, і повернулася в Топ-50 світового рейтингу, а в червні вийшла у фінал парного турніру в Бірмінгемі, а потім у четверте коло одиночного турніру на Вімблдоні. У 1996 році втретє за кар'єру виграла парний турнір у Страсбурзі. На Олімпіаді в Атланті Брадтке, однак, не вдалося повторити успіх чотирирічної давнини, і вона програла у першому ж колі як в одиночному розряді, так і в парі з Ренне Стаббс. На початку 1997 року, зазнавши травми плеча, яка означала операцію і шестимісячну перерву у виступах, вона вирішила завершити ігрову кар'єру в неповні 28 років.
На початку XXI століття Ніколь Брадтке виступає в змаганнях ветеранів; зокрема, у своїй віковій категорії дійшла до фіналу Відкритого чемпіонату Австралії 2004 у змішаному парному розряді.

## Участь у фіналах турнірів Великого шолома за кар'єру (4)

### Змішаний парний розряд (4)

#### Перемоги (2)
| Рік  | Турнір                        | Покриття | Партнер      | Суперники у фіналі                  | Рахунок у фіналі |
| ---- | ----------------------------- | -------- | ------------ | ----------------------------------- | ---------------- |
| 1992 | Відкритий чемпіонат Австралії | Хард     | Марк Вудфорд | Аранча Санчес Вікаріо Тодд Вудбрідж | 6-3, 4-6, [11-9] |
| 1992 | Відкритий чемпіонат США       | Хард     | Марк Вудфорд | Гелена Сукова Тому Нейссен          | 4-6, 6-3, 6-3    |

#### Поразки (2)
| Рік  | Турнір                      | Покриття | Партнер       | Суперники у фіналі                 | Рахунок у фіналі |
| ---- | --------------------------- | -------- | ------------- | ---------------------------------- | ---------------- |
| 1987 | Вімблдонський турнір        | Трава    | Даррен Кехілл | Джо Дьюрі Джеремі Бейтс            | 7-610, 6-3       |
| 1990 | Відкритий чемпіонат Франції | Ґрунт    | Дані Віссер   | Аранча Санчес Вікаріо Хорхе Лосано | 7-65, 7-68       |

## Фінали турнірів WTA
| Пояснення до таблиць |
| -------------------- |
| Великий шолом (0)    |
| Фінал WTA (0)        |
| I категорія (0+3)    |
| II категорія (0)     |
| III категорія (1+2)  |
| IV категорія (3+6)   |
| V категорія (0+2)    |

### Одиночний розряд (4)

#### Перемоги (3)
| №  | Дата          | Турнір                 | Покриття | Суперниця у фіналі         | Рахунок у фіналі |
| -- | ------------- | ---------------------- | -------- | -------------------------- | ---------------- |
| 1. | 30 гру 1991   | Брисбен, Австралія     | Хард     | Рейчел Макквіллан          | 6-3, 6-2         |
| 2. | 19 кві 1993   | Куала-Лумпур, Малайзія | Хард     | Енн Гроссман               | 6-3, 6-2         |
| 3. | 30 січня 1995 | Окленд, Нова Зеландія  | Хард     | Джинджер Хельгесон-Нільсен | 3-6, 6-2, 6-1    |

#### Поразка (1)
| №  | Дата           | Турнір            | Покриття | Суперниця у фіналі | Рахунок у фіналі |
| -- | -------------- | ----------------- | -------- | ------------------ | ---------------- |
| 1. | 17 травня 1993 | Люцерн, Швейцарія | Ґрунт    | Ліндсі Девенпорт   | 1-6, 6-4, 2-6    |

### Парний розряд (13)

#### Перемоги (9)
| №  | Дата        | Турнір                       | Покриття | Партнерка       | Суперниці у фіналі                          | Рахунок у фіналі |
| -- | ----------- | ---------------------------- | -------- | --------------- | ------------------------------------------- | ---------------- |
| 1. | 16 тра 1988 | Страсбург, Франція           | Ґрунт    | Манон Боллеграф | Дженні Бірн Дженін Томпсон                  | 6-3, 6-2         |
| 2. | 14 сер 1989 | Альбукерке, Нью-Мексико, США | Хард     | Елна Рейнах     | Раффаелла Реджі Аранча Санчес Вікаріо       | 4-6, 6-4, 6-2    |
| 3. | 14 тра 1990 | Берлін, Німеччина            | Ґрунт    | Елна Рейнах     | Гана Мандлікова Яна Новотна                 | 6-2, 6-1         |
| 4. | 21 тра 1990 | Страсбург (2)                | Ґрунт    | Елна Рейнах     | Кеті Джордан Елізабет Смайлі                | 6-1, 6-4         |
| 5. | 20 тра 1991 | Женева, Швейцарія            | Ґрунт    | Елізабет Смайлі | Каті Каверзасіо Мануела Малєєва-Франьєр     | 6-1, 6-2         |
| 6. | 10 чер 1991 | Бірмінгем, Велика Британія   | Трава    | Елізабет Смайлі | Сенді Коллінз Елна Рейнах                   | 6-1, 6-2         |
| 7. | 17 лют 1992 | Оклахома-Сіті, США           | Хард (i) | Лорі Макніл     | Катріна Адамс Манон Боллеграф               | 3-6, 6-4, 7-66   |
| 8. | 11 січ 1993 | Мельбурн, Австралія          | Хард     | Наталі Тозья    | Каммі Мак-Грегор Шон Стаффорд               | 1-6, 6-3, 6-3    |
| 9. | 20 тра 1996 | Страсбург (3)                | Ґрунт    | Басукі Яюк      | Тамі Вітлінгер-Джонс Меріенн Вердел-Вітмеєр | 5-7, 6-4, 6-4    |

#### Поразки (4)
| №  | Дата        | Турнір                          | Покриття | Партнерка       | Суперниці у фіналі              | Рахунок у фіналі |
| -- | ----------- | ------------------------------- | -------- | --------------- | ------------------------------- | ---------------- |
| 1. | 6 тра 1991  | Відкритий чемпіонат Італії, Рим | Ґрунт    | Елна Рейнах     | Дженніфер Капріаті Моніка Селеш | 5-7, 2-6         |
| 2. | 13 тра 1991 | Берлін, Німеччина               | Ґрунт    | Елна Рейнах     | Наташа Звєрєва Лариса Савченко  | 3-6, 3-6         |
| 3. | 30 гру 1991 | Брисбен, Австралія              | Хард     | Манон Боллеграф | Яна Новотна Лариса Савченко     | 4-6, 3-6         |
| 4. | 12 чер 1995 | Бірмінгем, Велика Британія      | Трава    | Крістін Радфорд | Манон Боллеграф Ренне Стаббс    | 6-3, 4-6, 4-6    |

## Участь у фіналах Кубка Федерації (0+1)
Поразка (1)
| Рік  | Місце                         | Команда                                                              | Суперниці у фіналі                              | Рахунок у фіналі |
| ---- | ----------------------------- | -------------------------------------------------------------------- | ----------------------------------------------- | ---------------- |
| 1993 | Франкфурт-на-Майні, Німеччина | Австралія Ніколь Провіс, Джаггард-Лей, Елізабет Смайлі, Ренне Стаббс | Іспанія Кончіта Мартінес, Аранча Санчес-Вікаріо | 0-3              |